# Parkview Golf Club
De Parkview Golf Club is een golfclub in Johannesburg, Zuid-Afrika. De club werd opgericht in 1916 en heeft een 18-holes golfbaan met een par van 72.
De clubhuis bevindt zich in het midden van de golfbaan. De golfbaan werd ontworpen door de golfbaanarchitect Robert Grimsdell. Dwars door de golfbaan, van noord naar zuid, stroomt er een klein beekje, de "Braamfontein Spruit".

## Golftoernooien
- Zuid-Afrikaans Open: 1935
- South African Women's Open: 2009